# Milizia ferroviaria
La Milizia ferroviaria era una specialità della Milizia Volontaria per la Sicurezza Nazionale, istituita nel giugno 1923 in seguito allo scioglimento dei nuclei di Polizia ferroviaria sorti dopo la marcia su Roma, su iniziativa del governo fascista per ricondurre l'ordine e la disciplina nei trasporti.

## Storia
La Milizia ferroviaria fu istituita con decreto legge del 30 ottobre 1924. Il personale era tratto dai funzionari e dagli agenti dell'amministrazione delle Ferrovie dello Stato, preferibilmente iscritti al Partito Nazionale Fascista e all'Associazione Fascista Ferrovieri. Gli elementi che prestavano servizio continuativo erano quindi distaccati dall'azienda ferroviaria alla milizia per tutta la durata di questo speciale servizio e venivano conseguentemente restituiti alle loro normali mansioni non appena cessavano le ragioni del loro impiego nella milizia.
Durante questo servizio, che era volontario, camicie nere e ufficiali continuavano a percepire lo stipendio e a godere i diritti relativi alle mansioni temporaneamente abbandonate nell'amministrazione ferroviaria.
L'impiego era regolato dal Ministero delle comunicazioni ed i compiti di questa milizia erano, dalla sua costituzione:
- prevenzione e repressione degli abusi nei trasporti delle persone e delle cose;
- sorveglianza al personale;
- perlustrazioni alle linee;
- servizio di guardia agli scali merci e nei parchi di materiale mobile;
- scorta ai treni in sostituzione dei Reali Carabinieri;
- polizia politica solo nell'ambito ferroviario.

Durante la seconda guerra mondiale fu mobilitata e servì in particolare nel teatro balcanico, dove operava a bordo dei treni armati del Regio Esercito e sui vagoni armati di scorta ai convogli.
Dopo la caduta del fascismo e la costituzione della Repubblica Sociale Italiana, venne riorganizzata la Guardia Nazionale Repubblicana Ferroviaria su nove legioni, ventritré nuclei, ottantuno comandi di stazione, una scuola (a Ballabio) ed un ispettorato.

## Organizzazione
Fino al novembre del 1928, unitamente alla Milizia portuaria e postelegrafonica, essa fu alle dipendenze del disciolto Ispettorato generale reparti speciali e passò nel 1929 alla dipendenza diretta del Comando gruppo legioni ferrovieri, con sede a Roma. Detto comando era composto, oltre che dallo stato maggiore, di tre uffici:
- segreteria;
- personale;
- amministrazione.

La Milizia ferroviaria era composta di quattordici legioni, corrispondenti ai tredici compartimenti ed alla delegazione sarda delle Ferrovie dello Stato. I comandi di coorte erano quarantatré, i comandi di stazione centoventuno ed i posti fissi centotrentaquattro. In totale si raggiunsero nel 1928 oltre i ventitremila uomini.
Ogni legione aveva una biblioteca e una banda musicale. Allo sport venne dato un grande impulso, perciò in questa milizia si formarono ottime squadre di ciclismo, scherma e pugilato.

## Uniforme ed equipaggiamento
Il personale della Milizia ferroviaria vestiva l'uniforme grigioverde della MVSN, con gambali in cuoio nero e bandoliera di cuoio marrone. Si distingueva per le filettature cremisi delle fiamme nere, dei fregi e delle controspalline e per la ruota alata su entrambe le maniche della giubba, d'argento per i militi e i capisquadra, d'oro per gli ufficiali. Sui polsi, solamente per i militi, gli alamari neri quale distintivo di agente di polizia giudiziaria. Come per tutta la MVSN, i fascetti littori sostituivano sulle fiamme le stellette delle Regie Forze Armate.
Il fregio, portato sul fez nero e sul berretto rigido, era costituito da un fascio littorio su una ruota alata, racchiuso tra due rami d'ulivo sormontati dalla corona d'Italia. Nel tondino nero posto sotto il fascio era riportato il numerale romano del reparto.
Gli ufficiali erano armati di pistola o rivoltella. Gli aiutanti (marescialli) erano armati di pistola a rotazione Bodeo Mod. 1889. Gli altri sottufficiali e le camicie nere erano armati di moschetto Carcano Mod. 91 per cavalleria e di pistola a rotazione sempre Mod. 1889. Benché dismessa dall'esercito, la milizia impiegò sino alla fine della guerra la mitragliatrice leggera SIA Mod. 1918 per la difesa dei convogli.

## Ordinamento
Comando e Ispettorato della Milizia Ferroviaria (Roma):
- Gruppo legioni ferrovieri (Roma):
  - 1ª Legione ferroviaria "Ferrea" (Torino):
    - Coorti territoriali di Novara, Alessandria e Torino, con 9 comandi di stazione.

  - 2ª Legione ferroviaria "Nulli secunda" (Milano):
    - Coorti territoriali di Milano, Brescia e Gallarate, con 9 comandi stazione e 21 posti fissi.

  - 3ª Legione ferroviaria "Emanuele Ferro"[5] (Genova)
    - Coorti territoriali di Genova, Novi Ligure e Savona, con 5 comandi di stazione.

  - 4ª Legione ferroviaria "La sentinella" (Verona): 
    - Coorti territoriali di Bolzano, Venezia e Verona, con 10 comandi di stazione e 5 posti fissi.

  - 5ª Legione ferroviaria "Ugo del Fiume"[6] (Trieste): 
    - Coorti territoriali di Trieste, Udine e Fiume, con 11 comandi di stazione e 5 posti fissi.

  - 6ª Legione ferroviaria "Luigi Platania"[7] (Bologna): 
    - Coorti territoriali di Bologna e Ravenna, con 9 comandi stazione e 22 posti fissi.

  - 7ª Legione ferroviaria "Audere semper" (Firenze): 
    - Coorti territoriali di Firenze, Livorno e Pisa, con 9 comandi stazione e 17 posti fissi.

  - 8ª Legione ferroviaria "Fideliter silenter" (Ancona): 
    - Coorti territoriali di Ancona, Pescara e Foligno, con 11 comandi di stazione.

  - 9ª Legione ferroviaria "Latina" (Roma): 
    - Coorti territoriali di Roma, Sulmona, Cassino e Orte, con 9 comandi di stazione.

  - 10ª Legione Ferroviaria "Giuseppe Cirillo"[8] (Napoli): 
    - Coorti territoriali di Napoli, Benevento e Salerno, con 9 comandi di stazione e 4 posti fissi.

  - 11ª Legione ferroviaria "Enrico Toti" (Bari): 
    - Coorti territoriali di Bari, Foggia, Taranto e Lecce, con 6 comandi stazione e 5 posti fissi.

  - 12ª Legione ferroviaria "Bruzia" (Reggio Calabria): 
    - Coorti territoriali di Reggio Calabria, Cosenza e Catanzaro, con 9 comandi stazione e 5 posti fissi.

  - 13ª Legione ferroviaria "Trinacria" (Palermo): 
    - Coorti territoriali di Palermo, Caltanissetta e Catania, 9 comandi stazione e 7 posti fissi.

  - 14ª Legione ferroviaria "Guido Collu"[9] (Cagliari): 
    - Coorti territoriali di Cagliari e Sassari, con 8 comandi stazione e 3 posti fissi.

  - 15ª Legione ferroviaria "Luigi Razza" (Mogadiscio): costituita nel 1935 per la guerra d'Etiopia e rimpatriata nel 1940.
- Scuola della Milizia Ferroviaria (Ancona)